# Управление по регулированию квалификаций и экзаменов
Управление по регулированию квалификаций и экзаменов (англ. Office of Qualifications and Examinations Regulation (Ofqual)) — неминистерское ведомство в Великобритании, регулирующее квалификации, экзамены и тесты. В просторечии эта организация часто именуется как «контролёр экзаменов» (англ. exam watchdog)

## История
Будущее Управление по регулированию квалификаций и экзаменов было фактически создано 8 апреля 2008 года как часть Управления квалификаций и учебных программ (англ. Qualifications and Curriculum Authority), взявшее на себя регуляторные функции, ранее выполнявшиеся непосредственно Управлением квалификаций и учебных программ через его подразделение регулирования и стандартов. Это было сделано с целью разделить функции разработки и развития учебных программ и функции контроля над соответствием программ и экзаменов между разными органами власти. Цель была достигнута 1 апреля 2010 года, когда Управление по регулированию квалификаций и экзаменов стало отдельным неминистерское ведомство в соответствии с Законом об ученичестве, навыках, детях и обучении (англ. Apprenticeships, Skills, Children and Learning Act) 2009 года.
В 2020 году Ofqual был одним из главных участников противоречивой истории с дистанционной сдачей школьных экзаменов в Великобритании во время пандемии COVID-19

## Деятельность

### Цели и задачи
Управление определяет свою главную задачу как «поддержание стандартов квалификаций и доверия к ним» (англ. maintain standards and confidence in qualifications.).

### Сфера компетенции
Ofqual устанавливает правила и стандарты квалификаций, экзаменов и учебных тестов в Англии. В других частях Соединённого Королевства той же деятельностью занимаются другие государственные организации:
- в Уэльсе Qualifications Wales[англ.];
- в Шотландии Scottish Qualifications Authority (SQA)[англ.];
- в Северной Ирландии Council for the Curriculum, Examinations & Assessment (CCEA)[англ.].

При этом Scottish Qualifications Authority имеет аккредитацию от Ofqual (по состоянию на ноябрь 2014 года).
По вопросам общего образования, в том числе сертификатов о среднем образовании (GCSE) и экзаменов продвинутого уровня (GCE A-Level) Ofqual работает совместно с правительством и министерством образования Великобритании, а по вопросам профессиональной квалификации (NVQ и BTEC). В Северной Ирландии до мая 2016 года Ofqual занимался регулированием NVQ, выступая от имени Департамента занятости и обучения; затем эти функции перешли к CCEA.
Ofqual аккредитует британские экзаменационные коллегии (англ. examination boards), выдающие сертификаты о среднем образовании и экзаменах продвинутого уровня, и регулирует деятельность этих организаций. Но непосредственным контролем над проведением экзаменов занимается другая организация — Объединённый совет по квалификациям (англ. Joint Council for Qualifications).

### Вопрос о модульных и линейных учебных программах
Консервативная партия Великобритании, возглавлявшаяся премьер-министром Дэвидом Кэмероном, начала реформу продвинутого экзамена (GCE A-Level), предполагавшую изменение структуры программы этого экзамена с модульной на линейную. Британские экзаменационные коллегии, аккредитованные Ofqual, (Edexcel, AQA, OCR и WJEC) тогда изменили учебные программы по некоторым предметам с продвинутыми экзаменами. Однако в 2014 году Лейбористская партия заявила, что остановит и обратит вспять такие реформы, и будет поддерживать прежнюю модульную структуру экзаменов A-level, если придёт к власти. Университеты Оксфорда и Кембриджа так же выступили в поддержку модульной системы.
Позднее оказалось, что линейный подход к экзаменированию и ужесточение требований, инициированное Управлением по регулированию квалификаций и экзаменов, привели к тому, что многие школы, чтобы не допустить снижения среднего балла выпускников, стали делать переоценку тестов, оказывать дополнительную помощь учащимся, давать дополнительное время.
В последние десятилетия с ростом числа учеников, сдающих экзамены на получение образовательных сертификатов GCSE и GCE A Level, возросло и количество результатов экзаменов, требующих переоценки, о которых сообщалось в Ofqual.
Основные права и обязанности Управления по регулированию квалификаций и экзаменов установлены Законом об ученичестве, навыках, детях и обучении (англ. Apprenticeships, Skills, Children and Learning Act) и Законом об образовании (англ. Education Act 2011).
Будучи неминистерским ведомством, Управление по регулированию квалификаций и экзаменов подотчётно британскому парламенту через Специальный комитет по образованию (англ. Education Select Committee) и не зависит от правительственных министерств. В то время как Ofqual аккредитует только британские экзаменационные коллегии (например, Edexcel, AQA и OCR) и устанавливает для них спецификации GCSE и GCE A-Level, экзаменационная коллегия Кембриджская оценка международного образования (англ. Cambridge Assessment International Education (CAIE)), проводящая международные экзамены GCSE и GCE A-Level в основном для школ за пределами Соединённого Королевства, действует независимо от британского правительственного регулирования. Поэтому, хотя квалификации CAIE аккредитованы Ofqual, они не регулируются им и могут значительно отличаться от одноимённых британских экзаменов по структуре и содержанию предметов.

## Организационная структура
В Управлении по регулированию экзаменов и квалификаций есть четыре директората:
- Стандартов, исследований и анализа.
- Профессиональных и технических квалификаций.
- Общих квалификаций.
- Регулятивных и корпоративных услуг.

### Старший регулятор
Старший регулятор (англ. Chief Regulator) — номинальный и фактический руководитель Управления.
Первоначально старший регулятор был также председателем (англ. Chair of Ofqual). В 2010—2011 годах место старшего регулятора было вакантным, и большую часть его функций взяла на себя исполняющая обязанности председателя (англ. Deputy Chair) Александра Бёслем (англ. Alexandra Burslem), которая так и не стала председателем или главным регулятором.
1 апреля 2012 года в соответствии с принятым в предыдущем году Законом об образовании, функции старшего регулятора перешли от председателя к исполнительному директору. Когда должность исполнительного директора была вакантной в 2016 году, председатель также выступал в роли временного старшего регулятора (англ. Interim Chief Regulator).
Должность старшего регулятора Ofqual занимали:
- Кэтлин Таттерсалл (англ. Kathleen Tattersall) — с 8 апреля 2008 по 2 июля 2010[3][20][21].
- Аманда Спилмен (англ. Amanda Spielman) — с 14 июля 2011 по 31 марта 2012 (затем была только председателем, но не старшим регулятором)[19][22].
- Гленис Стейси (англ. Glenys Stacey) — с 1 апреля 2012 по 29 февраля 2016[22][23].
- Аманда Спилмен — с 1 марта по 24 апреля 2016 года (временный старший регулятор)[24][25].
- Сэлли Колльер (англ. Sally Collier) — с 25 апреля 2016 по 25 августа 2020[26][27].
- Гленис Стейси — с 26 августа по 31 декабря 2020 года (временный старший регулятор)[28][29].
- Симог Лебус (англ. Simon Lebus) — с 1 января по 17 сентября 2021 года (временный старший регулятор)[29].
- Джо Сэкстон (англ. Jo Saxton) — с 18 сентября 2021 года по настоящее время[30].

### Председатель
До 31 марта 2012 года обязанности председателя Управления по регулированию квалификаций и экзаменов и старшего регулятора этого же управления исполнял один и тот же человек.
За время существования Ofqual должность председателя (англ. Chair of Ofqual) занимали:
- Кэтлин Таттерсалл — с 8 апреля 2008 по 2 июля 2010[3][20].
- Аманда Спилмен — с 14 июля 2011 по 30 ноября 2016[19][32].
- Юлиус Вайнберг (англ. Julius Weinberg) — c 1 по 31 декабря 2016 года (временно исполняющий обязанности председателя)[27].
- Роджер Тейлор (англ. Roger Taylor) — с 1 января 2017 по 31 декабря 2020 года[33][32][34].
- Иэн Бокэм (англ. Ian Bauckham) — с 1 января 2021 года по настоящее время (до января 2022 года — временно исполняющий обязанности председателя, после — председатель)[34].

### Исполнительный директор
Должность исполнительного директора (англ. Chief Executive) занимали
- Изабель Нисбет (англ. Isabel Nisbet) — с 8 апреля 2008 по 28 февраля 2011 года[35].
- Гленис Стейси — с 1 марта 2011 по 31 марта 2012 года[22][23].

1 апреля 2012 года должность исполнительного директора была упразднена, а его функции были переданы старшему регулятору.